# دیوان منوچهری دامغانی
دیوان منوچهری دامغانی شامل شعر فارسی است که تا سال ۴۳۲ قمری به زبان فارسی سروده شده‌است.
1. دیوان منوچهری تصحیح کازیمیرسکی در سال ۱۸۸۶ میلادی. آلبرت دو بیبرشتین کازیمیرسکی Albert Kazimirski de Biberstein (1808 –1887)، خاورشناس لهستانی مقیم فرانسه که کار تصحیح دیوان منوچهری دامغانی را در پاریس انجام داد و انتشارات کلینکسیک Klincksieck به چاپ رساند.
2. دیوان منوچهری دامغانی به‌تصحیح محمد دبیرسیاقی که آخرین تجدیدنظر وی از این دیوان در سال ۱۳۸۷ به وسیلهٔ انتشارات زوّار چاپ شده‌است.
3. تصحیح دیگری توسط برات زنجانی توسط مؤسسه انتشارات دانشگاه تهران در سال ۱۳۸۷ چاپ شد که تصحیح معتبری نیست.
4. در سال ۱۳۹۳ دیوان منوچهری دامغانی به تصحیح حبیب یغمایی و به کوشش سید علی آل داود از سوی بنیاد موقوفات دکتر محمود افشار منتشر شده‌است که تصحیح کم‌ارزشی است.
5. در سال ۱۴۰۳ دیوان منوچهری دامغانی به‌تصحیح و تحقیق راضیه آبادیان از سوی بنیاد موقوفات دکتر محمود افشار با همکاری انتشارات سخن در ۱۱۰۷ صفحه منتشر شد که چاپ منقّح و معتبری است.[۲]

## قالب‌های شعری
دیوان منوچهری مشتمل بر همه اشعار باقی‌مانده از منوچهری دامغانی به زبان فارسی است. مهم‌ترین بخش این دیوان، قصاید آن است و شعرهای دیگری هم از قطعات، مسمطات، رباعیات، دوبیتی و ابیات دیگر در آن وجود دارد. منوچهری در مجموع ۱۱۰ شعر با ۲٬۸۱۷ بیت سروده‌است.
| ردیف | قالب شعری  | تعداد شعر | تعداد بیت | تعداد وزن و بحر |
| ---- | ---------- | --------- | --------- | --------------- |
| ۱    | قصیده      | ۵۷        | ۱۹۱۹      | ۲۴              |
| ۲    | قطعه       | ۱۲        | ۱۴۷       | ۱۵              |
| ۳    | مُسَمَّط       | ۱۱        | ۷۲۳       | ۸               |
| ۴    | رباعی      | ۶         | ۱۲        | ۴               |
| ۵    | دوبیتی     | ۱         | ۲         | ۱               |
| ۶    | ابیات دیگر | ۱۴        | ۱۴        | ۱۳              |
|      | مجموع      | ۱۱۰       | ۲۸۱۷      | ۱۱۰             |

## اوزان شعری
از مجموع ۱۱۰ شعر منوچهری دامغانی:
1. تعداد ۱۹ یعنی ۱۷/۲۷ درصد اشعار مُردَّف (ردیف‌دار) است.
2. تعداد ۹ یعنی ۱۰ درصد از قصاید، قطعات و مُسَمَّطات دارای اوزان دوری است.
3. بحر ۹۵ یعنی ۸۶/۳۶ درصد شعرها مثمن و ۱۵ یعنی ۱۳/۶۴ درصد مسدس است.
4. بحر ۳۷ شعر هزج، ۳۵ شعر رمل، ۱۲ شعر مضارع، ۸ شعر مجتث، ۸ شعر متقارب، ۵ شعر منسرح، ۲ شعر سریع، ۲ شعر خفیف و ۱ شعر رجز است.
5. بحر ۱۴ یعنی ۱۲/۷۳ درصد سالم و ۹۶ یعنی ۸۷/۲۷ درصد غیرسالم است.[۱]